# Big Machine
«Big Machine» es una canción del grupo estadounidense de rock alternativo Goo Goo Dolls. Fue lanzada como el segundo y último sencillo de su séptimo álbum de estudio Gutterflower, en abril de 2002. 
Fue escrita por el vocalista y guitarrista principal, Johnny Rzeznik, quien la llama su "canción disco" y describe su significado como "una historia emocionante de amor no correspondido". La batería de esta canción estaba en una caja de ritmos y se titulaba "Disco". Esta canción trata sobre la gente de Los Ángeles y su estilo de vida, tal como se cuenta en Storytellers de VH1.

## Lista de canciones
Sencillo CD
1. "Big Machine" - 3:10

Sencillo CD (Australia)
1. "Big Machine" - 3:10
2. "Black Balloon" - 4:01
3. "Broadway" - 3:50

## Posicionamiento en lista
| Lista (2002)                       | Posición |
| ---------------------------------- | -------- |
| Australia (ARIA Charts)            | 77       |
| Canada (Nielsen SoundScan)         | 18       |
| Estados Unidos (Billboard Hot 100) | 64       |
| Estados Unidos (Adult Top 40)      | 10       |
| Estados Unidos (Mainstream Top 40) | 31       |